# Amblyteles nitidus
Amblyteles nitidus är en stekelart som beskrevs av Carl Gustav Alexander Brischke 1862. Amblyteles nitidus ingår i släktet Amblyteles och familjen brokparasitsteklar. Inga underarter finns listade i Catalogue of Life.